# Tarcísio Henriques
Tarcísio Humberto Parreiras Henriques (Cataguases, 6 de outubro de 1934 - Cataguases, 30 de janeiro de 2016) foi um político, advogado e jornalista brasileiro.

## Carreira
Foi deputado estadual em Minas Gerais na 12ª legislatura (1991-1995), sendo eleito pelo PMDB.

Foi eleito novamente para o legislativo mineiro em 1994 (13ª legislatura), mas renunciou para assumir a Secretaria de Estado da Justiça, onde ficou no período de fevereiro de 1995 a março de 1998. 
Tarcísio Henriques foi vereador no município de Cataguases no período de 1966 a 1970 e no período de 1972 a 1976. Como vereador, foi responsável pela criação da Escola Técnica de Agricultura, da Escola Técnica de tecelagem e da escola Profissionalizante de Meninos Carentes em Cataguases. Foi vice-prefeito de Cataguases de 1970 a 1972 e  prefeito da cidade com dois mandatos, de 1983 a 1988 e de 2005 a 2008. Tarcísio foi também presidente do Ipsemg (1989 a 1990) e Secretário Adjunto de Estado da Casa Civil (1990). 